# Germisara (castrum)
Germisara era un fort de la província romana de Dàcia, a l'actual Romania, a la zona del poble de Cigmău, al municipi de Geoagiu, comtat de Hunedoara, a la regió romanesa de Transsilvània.

## Ubicació
A l'assentament actual, el monument terrestre es troba a gairebé dos quilòmetres a l'est del poble de Cigmău i a dos quilòmetres al sud-oest de la petita ciutat de Geoagiu, a la zona urbanitzada “Cetatea uriasilor” (fortalesa dels gegants) o urbanitzada, no desenvolupada. Topogràficament, es troba en una terrassa alta a la riba nord del Mureș, a uns dos quilòmetres i mig per sota de la confluència del riu Geoagiu. A l'antiguitat, el fort probablement tenia la tasca tàctica de controlar la vall de Mureș i la funció estratègica de controlar una zona en què s'havien situat nombroses fortaleses dàcies abans de l'ocupació romana. Administrativament es va situar primer a la província de Dacia superior, més tard a la Dacia Apulensis.
El balneari romà Germisara, avui Geoagiu-Băi, va desenvolupar uns cinc quilòmetres al nord del fort i va fer ús de les fonts termals de les muntanyes ascendents. Els banys termals es remunten a l'època preromana fins al primer segle abans de Crist, de manera que Geoagiu-Băi pot mirar enrere una tradició de 2100 anys com a balneari.

## Etimologia i fonts
El nom Germisara és d'origen daci, significa "aigua calenta" (germi = calor, sara = cascada) i fa referència a les fonts termals locals. Es troba a la Tabula Peutingeriana i a la Geographike Hyphegesis de Claudius Ptolemeu i a la Cosmographia of the Geographer of Ravenna. En general, el nom Germisara sembla referir-se a una àrea extensa, possiblement un pagus, que incloïa el campament militar, el vicus auxiliar associat, els cementiris i les fonts termals.

## El fort
Les excavacions van conduir finalment al descobriment d'un fort de pedra de planta trapezoidal i longituds d'eix inusuals de 320 m per 120 m, que corresponen a una superfície de 3,84 hectàrees. La forma irregular es deu probablement al fet que es van haver de tenir en compte les condicions topogràfiques de l'alta terrassa quan es va construir el fort.

### Principia
Malgrat la forma inusual de la planta del campament, els principis (edificis de personal) tenen una planta regular, rectangular (que s'acosta a un quadrat) i simètrica amb un eix nord-sud de 34 m i un eix est-oest de 35 m de longitud. Això es tradueix en una superfície edificable de 1.190 m². El complex d'edificis té un pati interior de 13 m per 18 m (= 234 m²), vorejat per tres laterals per pòrtics i delimitat per habitacions funcionals.
L'entrada en forma de vestíbul de sis metres d'amplada es troba al costat sud. Al nord, el pati interior està limitat per una basílica, que s'estén per tota l'amplada del Principia, però només té una profunditat de cinc metres. A la part oriental de la basílica es van trobar restes de murs que es poden interpretar amb reserves com les restes d'un tribunal.
El vestíbul es tanca per una escapada de 3,50 m de profunditat d'un total de sis habitacions. Aquestes habitacions tenen amplades diferents, de manera que, malgrat el nombre parell d'habitacions, el santuari de banderes (aedes o sacellum) es troba a l'eix de simetria del complex edificatori (a l'est de l'aedes hi ha dues habitacions, a l'oest tres habitacions). El celler del santuari de banderes, on tradicionalment es guardava el tresor de les tropes, encara es conserva bé.

### Horrea
Directament a l'oest del Principia, es van descobrir dos edificis més grans, que es deien Horrea a causa dels seus massius pilars de suport. Les seves parets no corren paral·leles a la principia, sinó que es desvien aproximadament tres metres des de l'alineació axial fins a la seva longitud total. El primer horreum, situat just al costat de l'edifici del personal, té 29 mx 17,50 m (= 507,5 m²), una mida força inusual per a aquest tipus d'edificis. Tot i que també s'ha demostrat una horrea semblant a altres llocs auxiliars, sempre és doble Horrea, cosa que no està indicada per cap estructura estructural ni cap altre senyal a Cigmău, de manera que s'ha de suposar un edifici gran d'una habitació. El segon Horreum, de 28,50 mx 10,50 m (= 299,25 m²), compleix els estàndards habituals.

### Guarnició
Les Vexillatioes de la Legio XIII Gemina i Numerus Peditum Singularium Britannicianorum, documentades amb nombrosos segells i inscripcions de maó, s'esmenten com a unitats ancestrals del fort Cigmău. La Legio XIII Gemina ja havia participat en la primera guerra dacia de Trajà i després es va traslladar a la seva seu al camp legionari Apulum (actual Alba Iulia), des d'on es va deslligar a diversos altres llocs. El Numerus Peditum Singularium Britannicianorum, que es va estacionar per primera vegada a la província Moesia Superior, està documentat des de l'any 110 a Dàcia, on probablement va romandre fins al final de l'ocupació romana del país. Possiblement a mitjan segle I va substituir les tropes de la Legio XIII Gemina, que es va desvincular a la província de Dalmàcia per aquesta època. L'últim registre epigràfic del numerus de Cigmău (així com de Dacia) es remunta a l'any 245.

### Exposició
Les troballes arqueològiques de Germisara i del castell Cigmău es poden trobar a Muzeul Civilizaţiei Dacice şi Romane (Museu de la civilització dacia i romana), l'antic Muzeul Județean Hunedoara (Museu del districte de Hunedoara) a Deva.

### Galeria

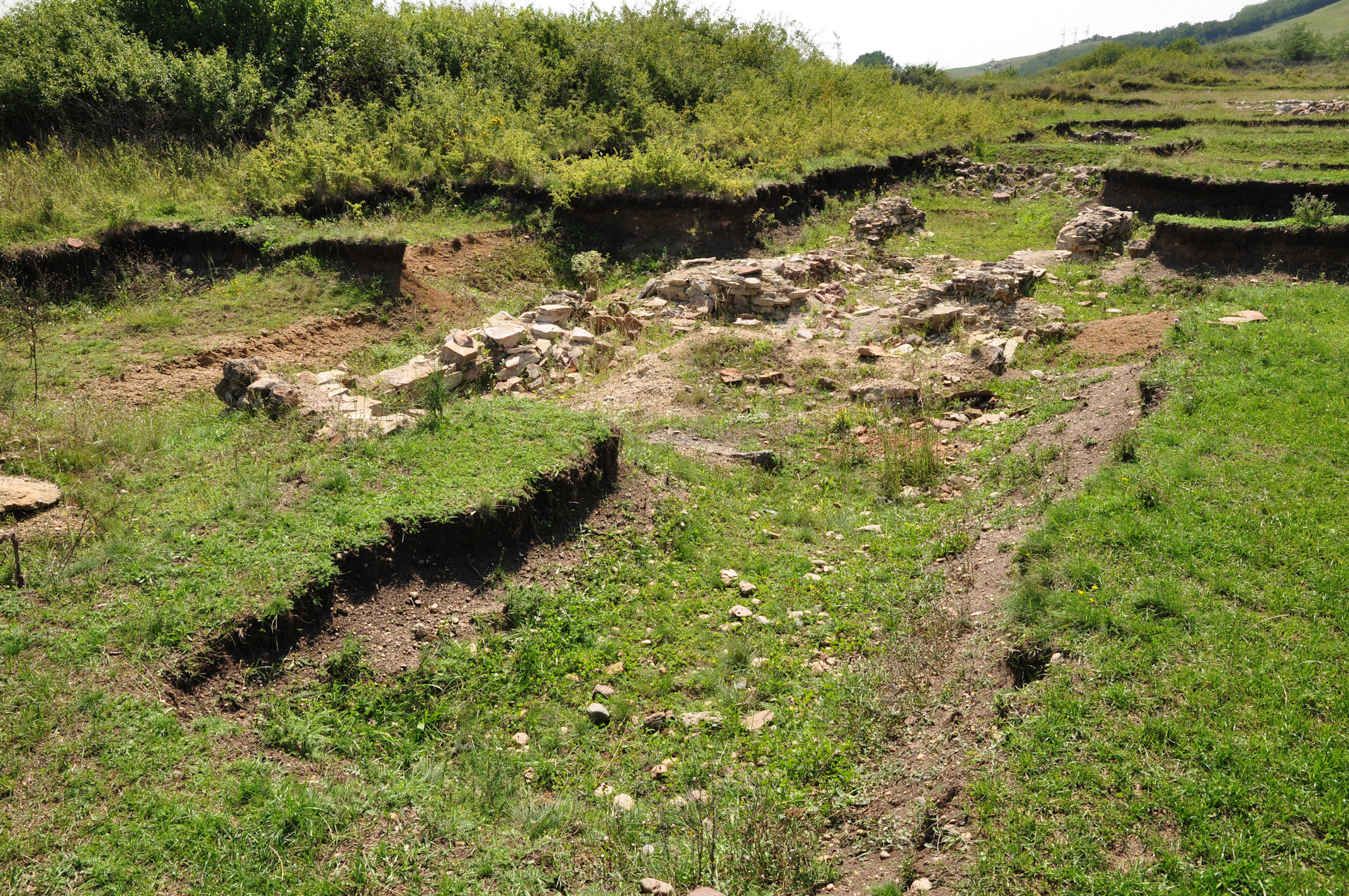
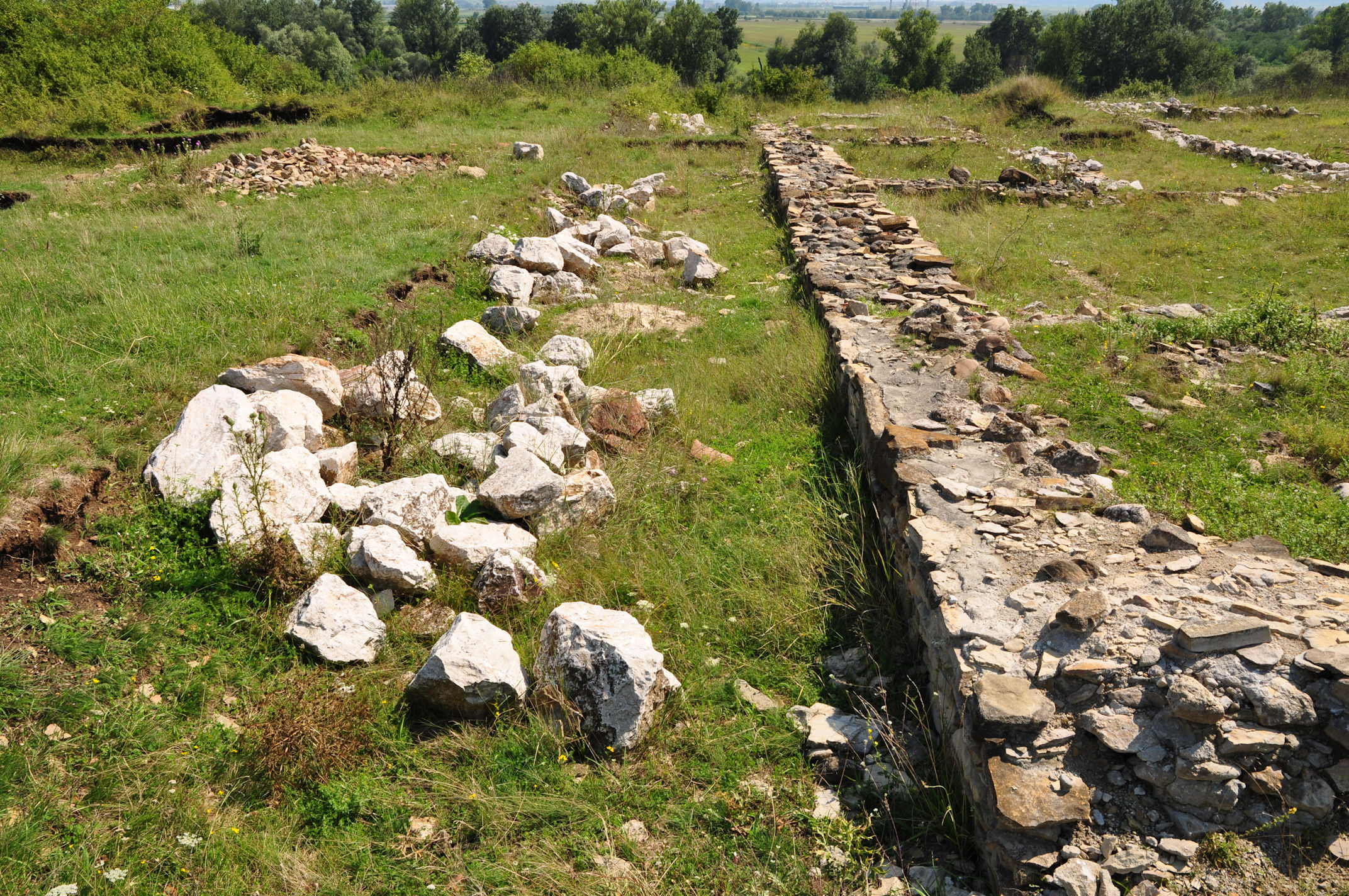
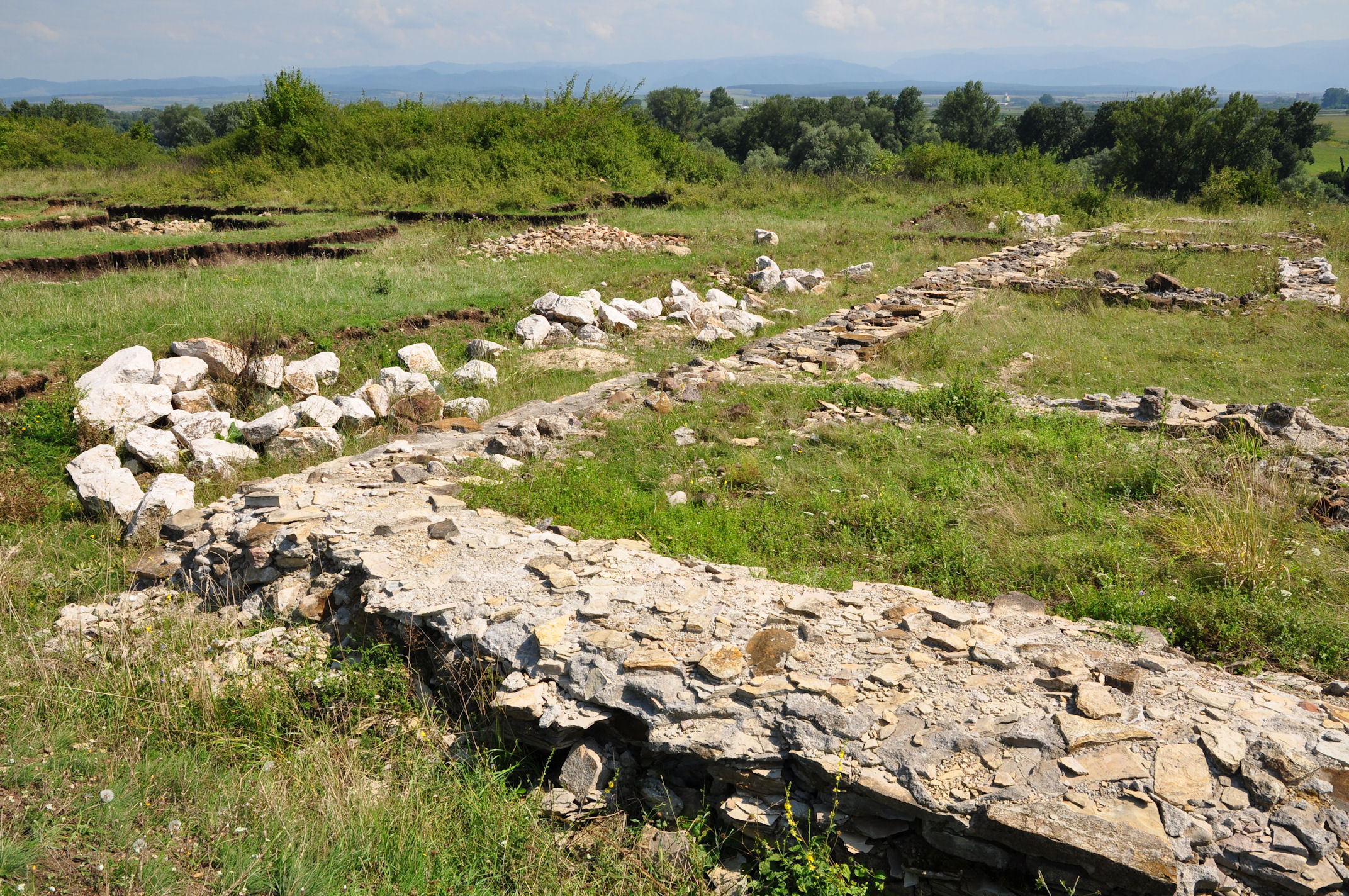
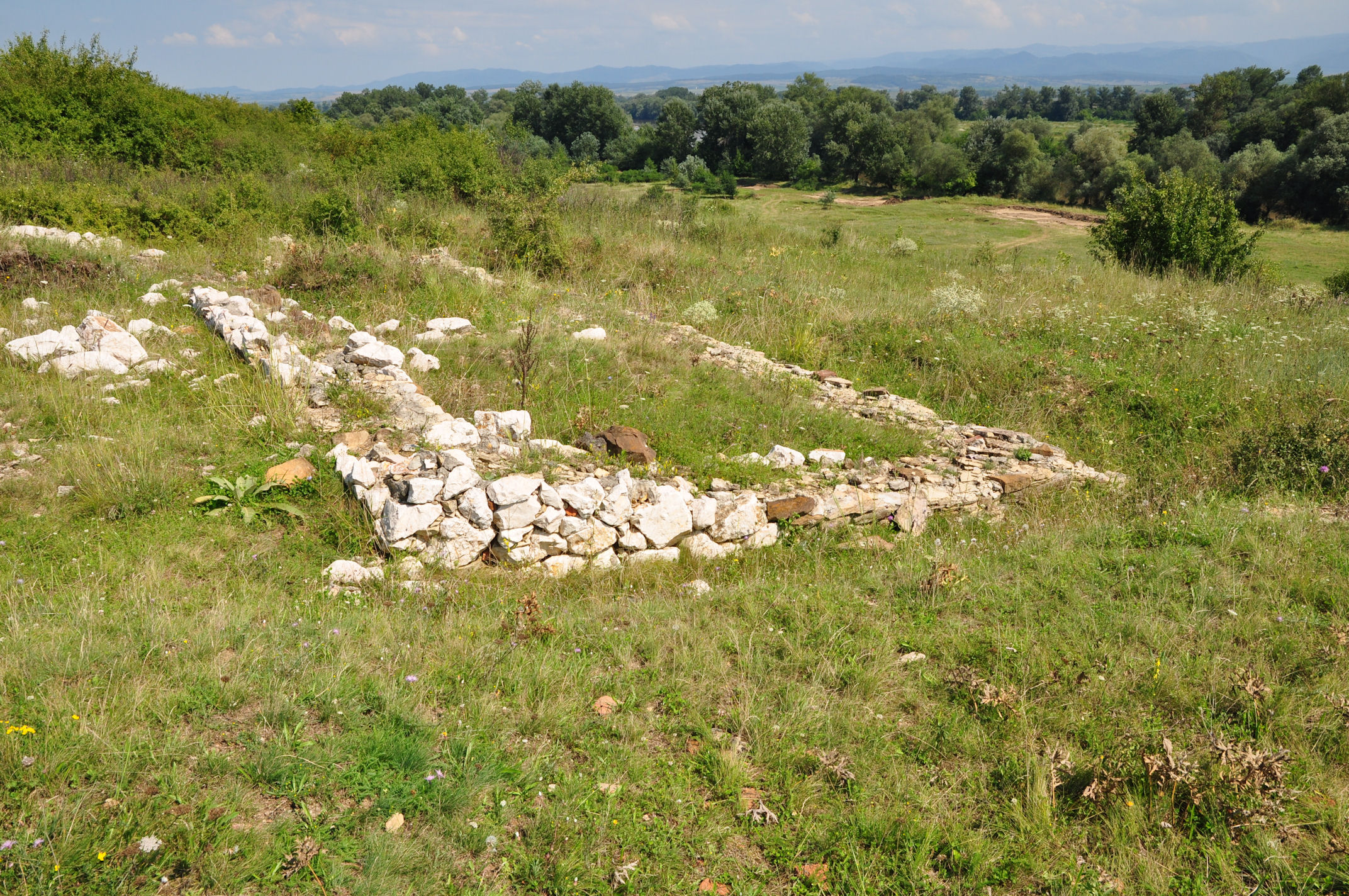
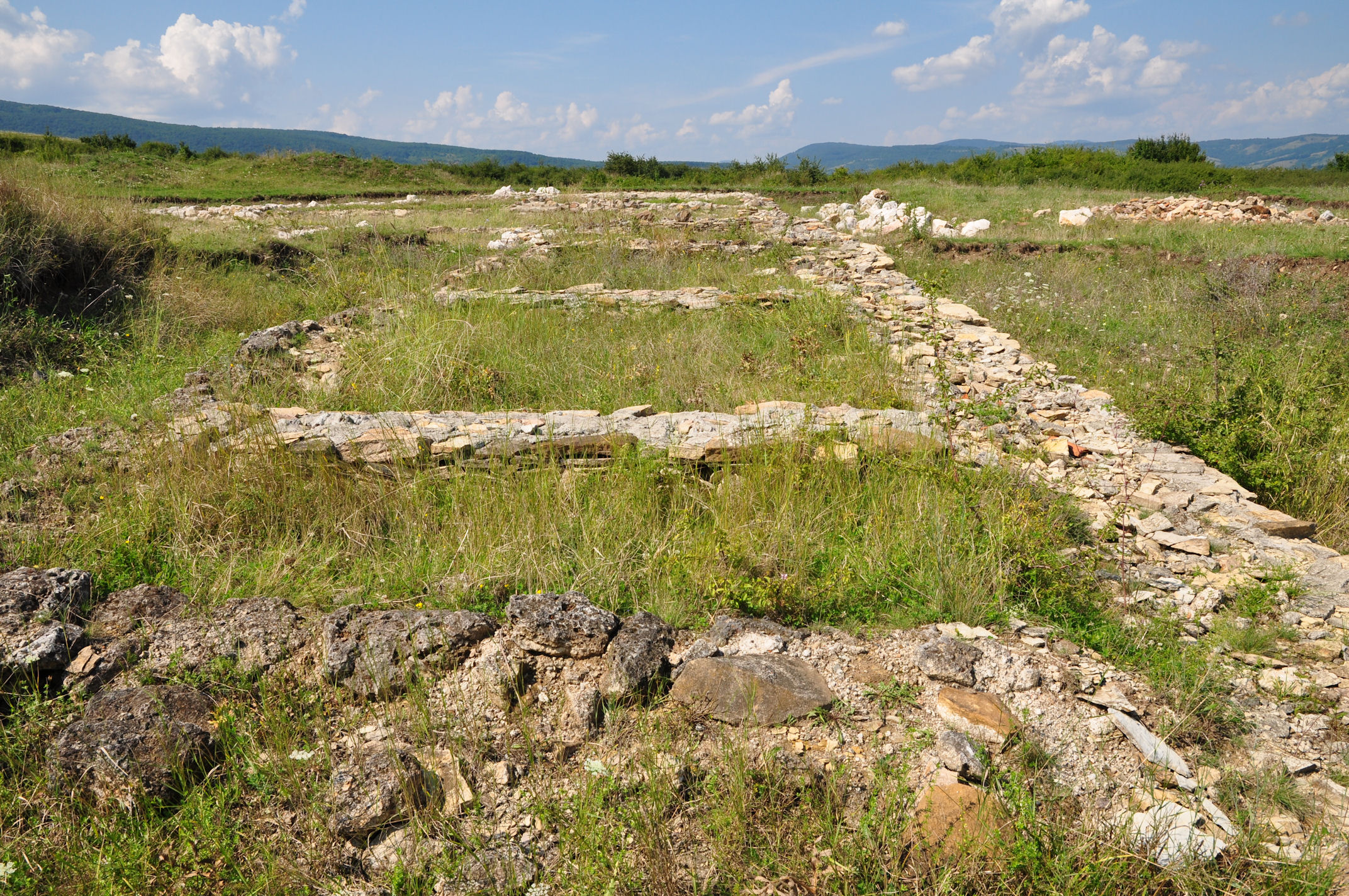

## Història de la investigació
Tot i que el lloc del fort va ser conegut com a tal durant molt de temps, Nicolae Gudea encara no coneixia més detalls en el seu compendi de 1997 sobre els forts dels límits dacis. Això només va canviar amb l'avaluació de fotografies aèries i de satèl·lit de William S. Hanson i Ioana A. Oltean i les següents excavacions arqueològiques dirigides per Adriana i Eugen Pescaru en els anys 2000 a 2002.

## Protecció de monuments
Tots els jaciments arqueològics i en particular el castell i els banys termals estan protegits com a monuments històrics segons la Llei núm. 422/2001, aprovada el 2001, i figuren a la llista nacional de monuments històrics (Lista Monumentelor Istorice) amb el codi LMI HD -IsA-03172.37] El Ministeri de Cultura i Patrimoni Nacional (Ministerul Culturii și Patrimoniului Național), en particular la Direcció General del Patrimoni Cultural Nacional, el Departament de Belles Arts i la Comissió Nacional de Monuments Històrics i altres institucions subordinades al Ministeri, és el responsable de la llista. Les excavacions no autoritzades i l'exportació d'objectes antics estan prohibits a Romania.